# Italienare i Slovenien

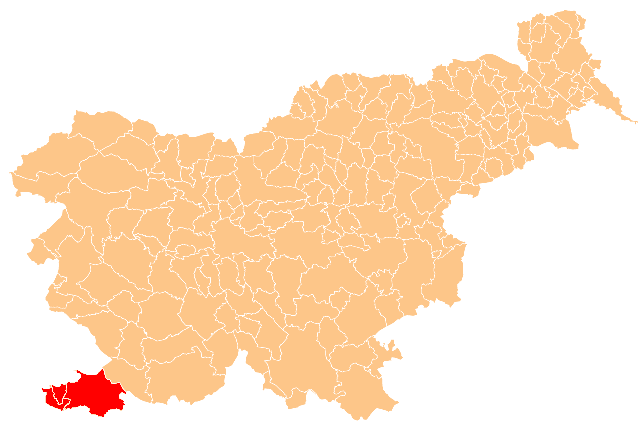
Kommunerna i Slovenien där italienska är ett officiellt språk.

Italienare i Slovenien är en nationell minoritet i Slovenien vars status är officiellt erkänd. Enligt folkräkning 2002 fanns det 3762 människor i Slovenien som hade italienska som modersmål.
Enligt statistiken kan 15 % av Sloveniens befolkning tillräckligt italienska för att uppehålla ett samtal med det.
Det finns tre kommuner i Slovenien där italienska har en officiell status tillsammans med slovenska. De är: 
- Koper (italienska: Capodistria)
- Izola (Isola)
- Piran (Pirano)

Det finns också italienskspråkiga media i Slovenien. Till exempel utges tidningen Il Mandracchio i Isola. I Koper finns Radio Capodistria.

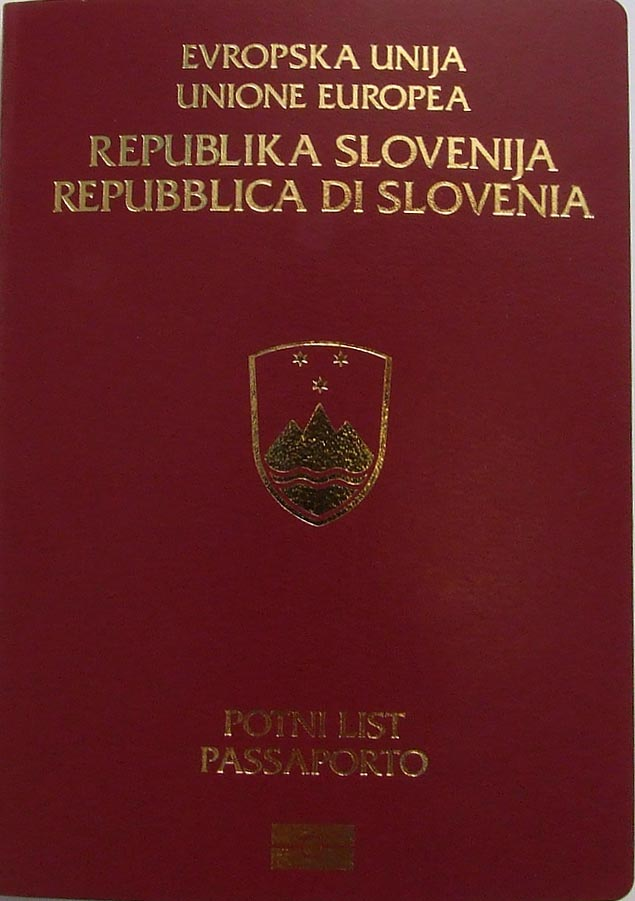
Ett tvåspråkigt slovenskt pass

I Sloveniens nationalförsamling finns det en kvoterad plats för italienarna i Slovenien.